# Artěk

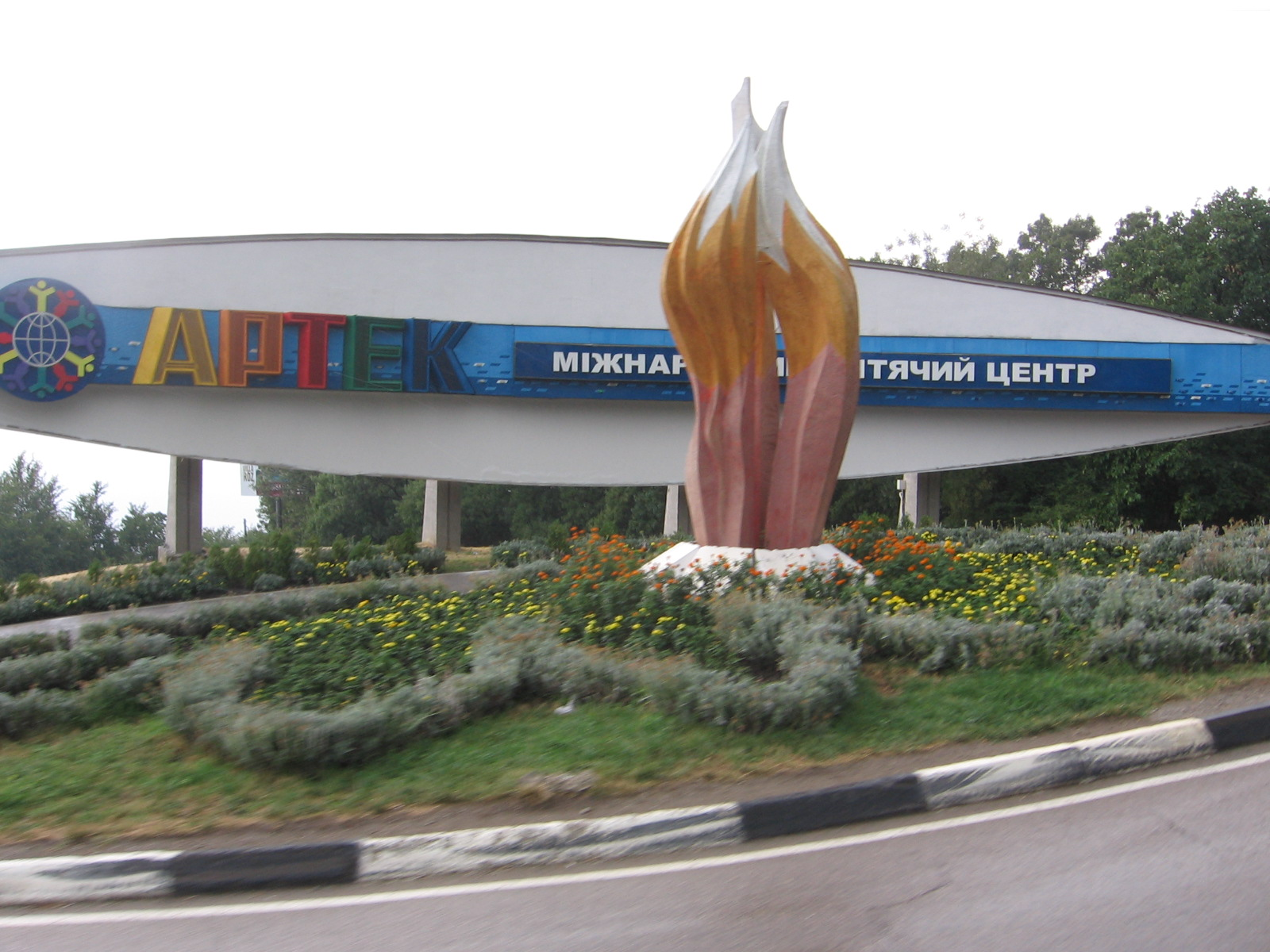
Jedna z budov Arteku

Artěk (rusky Артек) je dětský tábor na poloostrově Krym. Nachází se nedaleko města Gurzuf. Tábor byl oblíben především v době existence Sovětského svazu, kdy byl výkladní skříní sovětského Pionýra.

## Další údaje
Tábor zde vznikl v roce 1925 jako zařízení pro děti s tuberkulózou. Později se stal pionýrským, s 300 budovami na ploše 208 ha. V roce 1986 k táboru patřilo 10 pionýrských družin, 150 budov, Palác pionýrů, stadion pro 5 000 osob, plavecké bazény, pláž dlouhá 7 km, hřiště a nemocnice. V létě zde pobývalo kolem 4 200 pionýrů. Pionýři z ČSSR procházeli výběrem a před odjezdem absolvovali v Seči přípravný třídenní kurz.
V roce 2010 zde pobývalo 35 000 dětí z mnoha zemí světa včetně Česka. Areál byl přejmenován na Mezinárodní dětské centrum.
V roce 1983 v Artěku nějaký čas pobývala i Samantha Smithová.